# Гійекиннуська сільська рада
Гі́йекиннуська сільська рада (ест. Hiiekõnnu külanõukogu, рос. Хийекыннуский сельский совет) — сільська рада в Естонській РСР, адміністративно-територіальна одиниця в складі повіту Пярнумаа (1945—1950) та Тюріського району (1950—1954).

## Населені пункти
Сільській раді підпорядковувалися села: Гійекинну (Hiiekõnnu), Кастна (Kastna), Вооре (Voore), Лілле (Lille), Пиллу (Põllu), Сарапіку (Sarapiku), Гаакла (Haakla), Локута (Lokuta), Матсімурру (Matsimurru).

## Історія
16 серпня 1945 року на території волості Лелле в Пярнуському повіті утворена Гійекиннуська сільська рада з центром у селі Кинну.
26 вересня 1950 року, після скасування в Естонській РСР повітового та волосного поділу, сільська рада ввійшла до складу новоутвореного Тюріського сільського району.
20 березня 1954 року відбулася зміна кордонів між районами Естонської РСР, зокрема від Гійекиннуської сільради передані Ейдапереській сільській раді Вяндраського району 713,02 га земель колгоспу ім. Кирова та Палукюлаській сільській раді Рапласького району 174,42 га земель колгоспу «Світлий шлях» («Helge Tee»).
17 червня 1954 року в процесі укрупнення сільських рад Естонської РСР Гійекиннуська сільська рада ліквідована, Її територія разом з незначною частиною Кяруської сільської ради склала новоутворену Леллеську сільську раду.